# TvOS 11
tvOS 11 è l'undicesima versione del sistema operativo per Apple TV sviluppato dalla Apple Inc. È stata presentata durante la Worldwide Developers Conference del 5 giugno 2017, ed è stata pubblicata il 19 settembre dello stesso anno.